# Олиевский сельский совет (Зборовский район)
Олиевский сельский совет (укр. Оліївська сільська рада) — входит в состав
Зборовского района
Тернопольской области
Украины.
Административный центр сельского совета находится в 
с. Олиев.

## История
- 1939 — дата образования.

## Населённые пункты совета
- с. Олиев